# Operação Folhas de Oliveira
A Operação folhas de oliveira (em hebraico:  מבצע עלי זית, Mivtza ʿAlei Zayit), também conhecida como Operação Kinneret (o nome hebraico para o Mar da Galiléia), foi uma operação de represália israelense realizada na noite de 10 para 11 de dezembro de 1955, contra posições sírias fortificadas perto da costa nordeste do Mar da Galiléia. A operação foi motivada por repetidos ataques sírios contra a pesca israelense no Mar da Galiléia. O sucesso da operação resultou na destruição das posições sírias. Os sírios também sofreram 54 mortos em combate. Outros trinta foram feitos prisioneiros. Ocorreram seis fatalidades nas FDI.

## Antecedentes

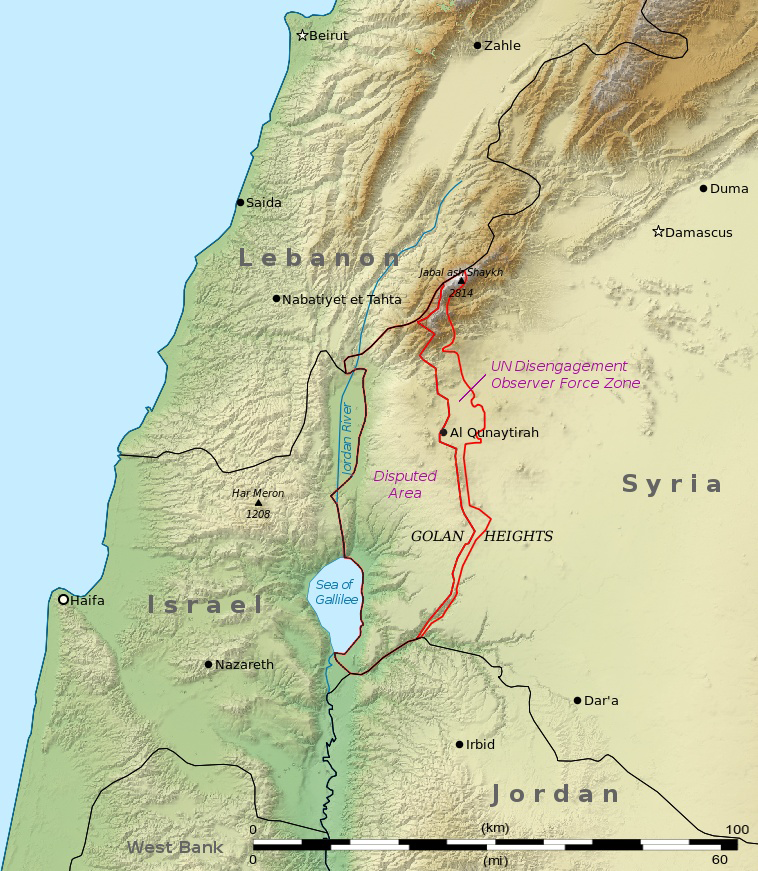
Mar da Galiléia e região circundante.

Após a Guerra Árabe-Israelense de 1948, a Síria e Israel negociaram um acordo de armistício, assinado em 20 de julho de 1949, que previa o estabelecimento de zonas desmilitarizadas (ZMD) na fronteira entre Israel e a Síria. Logo surgiram disputas sobre a soberania sobre as ZMD, levando a choques periódicos de fronteira e constantes tensões de fronteira. Apesar do acordo de armistício ter colocado a linha de demarcação dez metros a leste do mar, e a fronteira internacional passar pelo interior a partir da margem leste do Mar da Galiléia, o que colocou todo o mar e a costa circundante sob a soberania israelense, os sírios colocaram suas posições militares diretamente na costa, e artilheiros sírios freqüentemente disparavam contra pescadores israelenses que se aproximavam da costa nordeste. Além disso, houve uma série de transgressões de fronteira envolvendo pescadores e agricultores sírios que, sob a proteção de canhões sírios, continuaram a utilizar o mar para pesca e irrigação. Barcos de patrulha israelenses eram freqüentemente alvejados de posições sírias a leste da costa. No dia anterior à operação, um barco da polícia israelense que se aproximava da costa noroeste do mar foi alvo de tiros de canhões sírios.
O recém-reeleito primeiro-ministro de Israel, David Ben-Gurion, decidiu que uma resposta era necessária e ordenou uma operação em grande escala para destruir as posições de canhões sírios ao longo da costa em resposta ao "período prolongado de ações provocativas e tiroteios sírios". Além disso, os israelenses esperavam levar prisioneiros sírios que poderiam ser trocados por quatro israelenses mantidos cativos pela Síria em condições brutais e desumanas. Ariel Sharon recebeu o comando geral da operação. O ministro das Relações Exteriores, Moshe Sharett, estava nos Estados Unidos para negociar uma possível compra de armas na época.

## A batalha

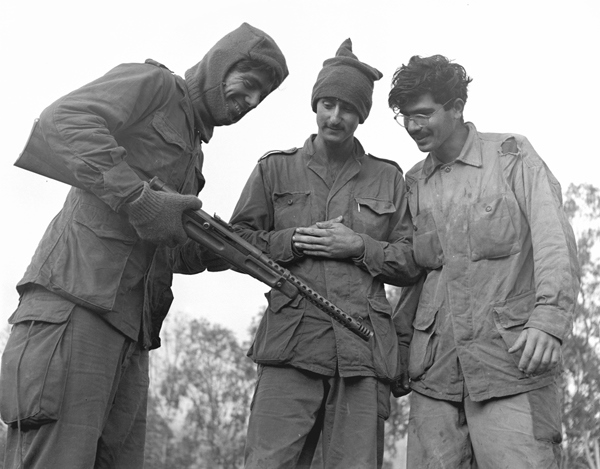
Comandos israelenses inspecionando uma submetralhadora Beretta MAB 38 capturada.

Na noite de 10 para 11 de dezembro de 1955, a operação começou. Após barragens de artilharia e morteiros contra posições sírias, elementos do 890º Batalhão Paraquedista, acrescidos de unidades do Batalhão Paraquedista da Reserva 771 de Aharon Davidi, bem como unidades das Brigadas Nahal e Givati, começaram o ataque. A complexa operação envolveu um ataque de duas colunas avançando do norte e do sul, que incluiu infantaria e veículos blindados, bem como um ataque anfíbio conduzido por tropas que cruzaram o mar de barco. Sharon dirigiu a operação de um pequeno avião circulando a área de batalha. A força combinada realizou incursões contra posições sírias ao longo da costa nordeste do Kinneret, ao norte do Kibutz Ein Gev, até o estuário do rio Jordão e destruiu todas as posições de artilharia que eles atacaram. Os sírios sofreram cinquenta e quatro mortos em combate e outros trinta soldados sírios foram feitos prisioneiros. Os israelenses perderam seis soldados mortos, com outros dez feridos. Entre eles estava o Comandante de Companhia Yitzchak Ben Menachem, um soldado altamente estimado e herói israelense da Guerra Árabe-Israelense de 1948 que foi morto por uma granada de mão síria enquanto atacava posições sírias perto de Akib. Apesar de sua morte, a missão foi considerada um sucesso absoluto. As consequências políticas geradas pela operação levariam Ben-Gurion a comentar, um tanto sarcasticamente, que ela pode ter sido "bem-sucedida até demais".

## Resultado

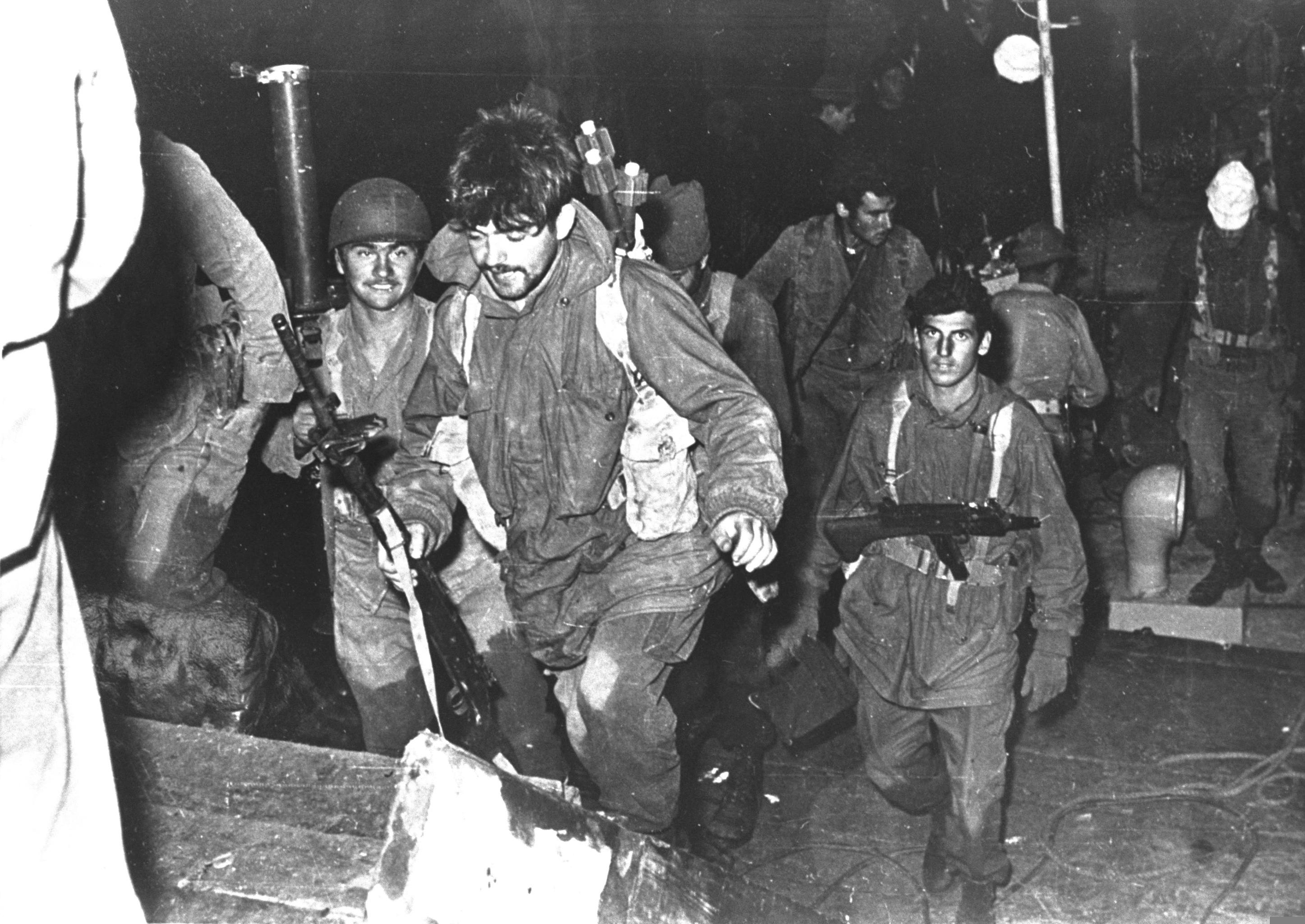
Paraquedistas israelenses voltam da operação.

Embora bem-sucedida militarmente, as consequências políticas da operação foram imediatas. Isso atraiu uma repreensão das Nações Unidas e resultou no adiamento do pedido de armas do ministro das Relações Exteriores, Moshe Sharett (o governo dos Estados Unidos decidiu aprová-lo na véspera do ataque, mas retirou-se quando a notícia saiu). Também acabou com a perspectiva de assistência militar direta dos EUA por enquanto. O próprio Sharett ficou indignado ao saber da operação. Dos Estados Unidos, ele enviou um cabo de protesto com palavras fortes a Ben-Gurion e concluiu questionando se havia um governo em Israel, se ele tinha sua própria política e se sua política era sabotar seus próprios objetivos. Sharett também expressou suspeita a Abba Eban de que Ben-Gurion ordenou deliberadamente a incursão para negar-lhe uma vitória pessoal no pedido de armas.

Um soldado israelense guarda prisioneiros sírios capturados na operação.

Ao voltar para casa, Sharett repreendeu o secretário militar de Ben-Gurion quando este o cumprimentou no aeroporto, acusando-o de traição. Em Israel, Sharett continuou a criticar duramente Ben-Gurion por ordenar o ataque, uma vez que observou que "o próprio Satanás não poderia ter escolhido um momento pior". Ele reclamou amargamente que Ben-Gurion excedeu sua autoridade ao não consultar o Gabinete e o Ministério das Relações Exteriores. Comentando o processo de tomada de decisão, ele observou que "Ben-Gurion, o ministro da Defesa, consultou Ben-Gurion, o ministro das Relações Exteriores, e recebeu luz verde de Ben-Gurion, o primeiro-ministro". Os ministros do gabinete também ficaram chocados com a incursão e criticaram o escopo e o momento da invasão. Os ministros exigiram que, no futuro, todas as operações militares propostas fossem apresentadas ao gabinete para aprovação. Um ministro acusou as FDI de seguirem uma política independente e tentar impor sua vontade ao governo, enquanto outros especularam que ela havia excedido as ordens que havia recebido ao expandir o escopo da operação.
No entanto, a operação foi um sucesso tático e atingiu dois objetivos importantes. Primeiro, impressionou os sírios com o poder que Israel poderia exercer se fosse provocado. Na verdade, foi sugerido que o fracasso da Síria em agir militarmente em nome de seu aliado egípcio durante a Operação Kadesh israelense foi uma consequência da Operação Folhas de Oliveira. Em segundo lugar, a captura de vários soldados sírios por Israel durante o ataque ajudou a facilitar a libertação de seus quatro cativos mantidos pela Síria. Em 29 de março de 1956, uma troca de prisioneiros foi realizada e os quatro foram devolvidos a Israel depois de suportarem quinze meses de cativeiro na Síria.